# Pejzaż z kamiennym mostem
Pejzaż z kamiennym mostem – obraz autorstwa Rembrandta z 1637 roku. Jest jednym z sześciu pejzaży olejnych namalowanych przez Rembrandta.
Rembrandt stosunkowo rzadko sięgał po tego typu rodzaj malarstwa mimo wielkiej popularności wśród mieszkańców Niderlandów. Pejzaże stanowiły około jedną dziesiątą całego dorobku malarza. Wielu współczesnych mu mistrzów specjalizowało się w ściśle określonej tematyce: Jacob van Ruisdael, Willem van de Velde, Jan van de Cappelle w tematyce pejzaży morskich; Hendrick Avercamp, Aert van der Neer w tematyce pejzaży zimowych. Rembrandt posiadał w swojej kolekcji wiele pejzaży autorstwa wcześniejszych mistrzów, na których się wzorował m.in. Pietera Lastmana czy Jana Porcellisa, a głównie Herculesa Seghersa, którego posiadał osiem płócien. Pejzaże Rembrandta noszą ślady dwóch ówcześnie popularnych kierunków: romantyzmu Seghersa widocznego w jego olejach i realizmu charakterystycznego dla holenderskich malarzy, obecnego na rysunkach i grawiurach. Indywidualnym wyróżnikiem Rembrandta są ludzkie postacie, które zawsze uzupełniają jego kompozycję krajobrazowe.
Obraz został namalowany w technice sprezzatura, charakteryzującą się swobodnym prowadzeniem pędzla. Obrazy takie powinny być oglądane z pewnej odległości. Różnymi szerokimi maźnięciami zostały namalowane chmury burzowe, woda, nasyp mostu. Oddalone drzewa, budynki i sylwetka pochylonego chłopa zostały namalowane z kolei bardzo precyzyjnie. Grupa drzew wraz z tym najwyższym, oświetlona jest blaskiem zachodzącego słońca. Efekt świetlny sprawia wrażenie ruchu chmur w prawą stronę. Wyjątek stanowi chmura płynąca w przeciwną stronę, wypełniająca pozostałą część nieba. Połączenie dwóch technik, rozjaśnienie wysokiego drzewa i ruch chmur, sprawia wrażenie nadchodzącej burzy.